# Carazinho (tiểu vùng)
Carazinho là một tiểu vùng thuộc bang Rio Grande do Sul, Brasil. Tiều vùng này có diện tích 4936 km², dân số năm 2007 là 158922 người.